# 長久寺町
長久寺町（ちょうきゅうじまち）は、名古屋市東区、北区の地名。現在の東区白壁三丁目、芳野一・二丁目および北区大杉一丁目の各一部に相当する。

## 歴史

### 町名の由来
長久寺門前に町が所在したことによる。

### 沿革
- 明治4年 - 愛知郡において長久寺町として成立[2]。
- 1878年（明治11年）12月20日 - 名古屋区成立に伴い、同区長久寺町となる[3]。
- 1889年（明治22年）10月1日 - 名古屋市成立に伴い、同市長久寺町となる[3]。
- 1908年（明治41年）4月1日 - 東区成立に伴い、同区長久寺町となる[3]。
- 1912年（明治45年）4月 - 愛知鋳造同業組合が設立される[4]。
- 1946年（昭和21年）4月15日 - 一部が北区長久寺町として独立する[5]。
- 1980年（昭和55年）2月10日 - 東区長久寺町が、同区白壁三丁目・芳野一・二丁目にそれぞれ編入され消滅[3]。また、北区長久寺町が、同区大杉一丁目に編入され、消滅[5]。

## 施設
- 金城学院中学校

## 名所・旧跡
- 長久寺
町名の由来ともなった寺院。
- 長久寺貝塚
同町内の金城学院中学校敷地に1905年（明治38年）、発見された貝塚[1]。縄文時代中期のものであるとされている[1]。アサリ・カキ・シオフキガイを中心とした貝が出土しており、貝層は約1メートル80センチメートルにも及んでいる[6]。その他、厚手式隆線文土器・石器・骨器も出土している[6]。

## 人物
- 田村邦男